# Halogênio
| Grupo   | 17     |
| Período |        |
| 2       | 9 F    |
| 3       | 17 Cl  |
| 4       | 35 Br  |
| 5       | 53 I   |
| 6       | 85 At  |
| 7       | 117 Ts |

A série química  dos  halógenos, halogênios (português brasileiro) ou halogéneos (português europeu) é o grupo 17 (antigo VIIA) da tabela periódica dos elementos, formado pelos seguintes elementos: Flúor (F), Cloro (Cl), Bromo (Br), Iodo (I), Astato (At) e Tenesso (Ts) (este último, radioativo e pouco comum). Esse grupo e o grupo 18 (8A), dos gases nobres, são as únicas famílias formadas unicamente por não metais. Na forma natural são encontrados como moléculas diatômicas, X2.
Em 1811, o físico alemão Johann Schweigger (1779-1857) descobriu que cloro, o primeiro halogênio descoberto, combina-se diretamente com metal para formar sal, e cunhou a palavra "halogênio" -- a palavra 'halógeno' provém do  grego antigo (ἅλς, transl. háls 'sal' + γεννᾶν, transl. gennãn 'raça, tronco, família') e significa aquilo que forma ou dá origem a sal.

## Características
Todos apresentam 7 elétrons no seu último nível de energia, terminando a sua configuração eletrônica em subnível p com 5 elétrons. Para um halogênio adquirir estabilidade química, o seu último nível de energia precisa receber um elétron, transformando-se num íon mono negativo,  X-. Este íon é denominado haleto e os seus sais de haletos. Um dos haletos mais famosos é o cloreto de sódio, conhecido como sal de cozinha.
Muitos compostos orgânicos sintéticos e alguns naturais contém halogênios. Estes compostos são denominados compostos halogenados.
Possuem uma eletronegatividade ≥ 2.5, segundo a escala de Pauling, sendo o flúor o de maior eletronegatividade (4,0). O valor da eletronegatividade no grupo decresce de cima para baixo, sendo o menos eletronegativo o astato. São altamente oxidantes (decrescendo esta propriedade, no grupo, de cima para baixo), por isso reagem espontaneamente com os metais, não metais, substâncias redutoras e até com os gases nobres.
Devido a esta alta reatividade, podem ser perigosos ou letais para organismos vivos se em quantidade suficiente. O cloro e iodo são usados como desinfetantes para água potável, piscinas, ferimentos recentes, pratos, etc. Eles matam bactérias e outros micro-organismos. A sua reatividade também é útil no branqueamento de materiais. O cloro é o agente ativo da maioria dos branqueadores usados na produção de papel, por exemplo.
São tóxicos (exceto o iodo), voláteis em condições ambiente, podendo ocasionar queimaduras na pele e nas vias respiratórias.
O flúor e o cloro são gasosos, o bromo é líquido, o iodo, o astato e o tenesso são sólidos.